# Ковачићи (Калиновик)
Ковачићи су насељено мјесто у општини Калиновик, Република Српска, БиХ. Према попису становништва из 1991. у насељу је живјело 13 становника. Према попису становништва из 2013. у насељу је живјело 14 становника.

## Географија
Ковачићи се налазе у кањону Неретве на надморској висини од око 980 метара.

## Становништво
Према попису становништва из 1991. године, мјесто је имало 13 становника.
| Националност       | 1991. |
| Срби               | 12    |
| остали и непознато | 1     |
| укупно             | 13    |

| Демографија | Демографија | Демографија |
| Година      | Становника  | Становника  |
| ----------- | ----------- | ----------- |
| 1961.       | 70          |             |
| 1971.       | 51          |             |
| 1981.       | 33          |             |
| 1991.       | 13          |             |
| 2013.       | 14          |             |